# Maedi-Visna
Maedi-Visna ist eine durch das Maedi-Visna-Virus (MVV) hervorgerufene Infektionskrankheit bei Schafen und Ziegen. „Maedi“ und „Visna“ leiten sich aus isländischen Bezeichnungen ab (isländisch: mæði, „Atemnot“ und visna, „Müdigkeit“). Dieses Retrovirus bedingt bei Schafen chronische Erkrankungen sowohl der Lunge (Maedi) als auch des Zentralnervensystems (Visna). Des Weiteren sind in seltenen Fällen auch chronische Mastitiden (Euterentzündungen) und Arthritiden (Gelenkentzündungen) bekannt geworden. 
Die Infektion erfolgt bei intensivem Kontakt von Schaf zu Schaf bzw. über die Milch (laktogen) vom Muttertier auf das Lamm. Wahrscheinlich ist dabei der Austausch von Blut oder anderen Körpersekreten notwendig, es ist aber auch bekannt, dass die Übertragung durch Tröpfcheninfektion (aerogen) möglich ist. Auch die Übertragung durch Kanülen wird diskutiert. Texelschafe und Ostfriesische Milchschafe sollen eine besondere Empfindlichkeit gegenüber MVV-Infektionen aufweisen.
Die Inkubationszeit beträgt maximal etwa 5–6 Jahre (nach anderen Quellen 2–3 Jahre). Es handelt sich daher um eine sogenannte slow virus infection (englisch für „langsame Virusinfektion“). Infizierte Lämmer können jedoch erste Symptome bereits einen Monat nach der Geburt zeigen. Das MVV vermehrt sich bevorzugt in Makrophagen, Lymphozyten und Monozyten. Das Eindringen des MVV bewirkt eine Proliferation der betroffenen Zellen. Wie bei anderen Lentiviren ist die Infektion tierartspezifisch.
In Deutschland zählt Maedi-Visna bei Schafen und Ziegen zu den meldepflichtigen Tierkrankheiten.

## Symptomatik
Beim befallenen Schaf werden Schwellung der Lymphknoten und körperlicher Verfall (Kachexie) beobachtet. 
Beim Maedi–Symptomenkomplex kommt es zu Atemnot, Husten und Lungenentzündung. Der Tod tritt nach 3 bis 10 Monaten ein.
Beim Visna-Symptomenkomplex tritt eine progressive demyelinisierende Enzephalomyelitis mit Lähmungen (fortschreitende, das Nervenhüllmark angreifende Hirn- und Rückenmarksentzündung) auf, die nach etwa einem Jahr tödlich endet.
Nach MVV-Infektion zeigen sich bei den betroffenen Tieren in der Folgezeit häufiger andere Infektionskrankheiten. Diese Beobachtung sowie der Abfall der T4-Lymphozyten sind ein Hinweis für eine MVV-bedingte Immunschwäche.

## Therapie
Eine kausale Therapie der MVV ist nicht bekannt. Impfungen sind bisher nicht möglich. Ein serologischer Nachweis des MVV ist mittels Komplementbindungsreaktion möglich.